# Morozy (Litwa)
Morozy (lit. Marazai) − wieś na Litwie, w gminie rejonowej Soleczniki, 4 km na północ od Jaszunów, zamieszkana przez 16 ludzi. Przed II wojną światową w Polsce, w powiecie wileńsko-trockim województwa wileńskiego.